# Географска дужина
Географска дужина, или лонгитуда (лат. longitudo = дужина), или Меридијан, је угловно или лучно растојање одређене тачке на Земљиној површини од почетног меридијана. Споразумно је усвојено да се за почетни меридијан рачуна Гринич, који пролази кроз Лондон у Уједињеном Краљевству. Сходно томе разликујемо источну географску дужину која се пружа од Гринича на исток до 180° и западну географску дужину која се простире од Гринича на запад све до 180°. Обично се дужина обележава грчким словом „ламбда“ (λ) и изражава се у степенима, минутима и секундама. Сви меридијани су полукружнице исте дужине које се пружају од Северног ка Јужном полу, на дужини од 20.014 km.
На географској карти број уцртаних меридијана зависи од размера карте, а њихов значај се огледа и у одређивању временских зона на Земљи. Најзападнија копнена површина је острво Ату у близини Аљаске на 172°54‘ згд, а најисточнија је Каролинско острво у Пацифику на 150°12‘ игд.

## Преглед
Географска дужина је удаљеност неког места од почетног меридијана у правцу истока или запада. Означава се грчким словом λ (ламбда). Креће се од 0° до 180° на источној и од 0° до 180° на западној полулопти. Полукружнице које повезују северни и јужни пол називају се меридијани или подневци. Меридијана има 360. Сви се протежу од северног до јужног пола и обратно, и сви су једнаке дужине. Почетни или нулти меридијан је меридијан који пролази кроз звездарницу Гринич код Лондона. Обележава се са 0°. Он са меридијаном од 180° дели земљу на две половине, источну и западну.
Географска дужина је географска координата која специфицира положај исток–запад тачке на површини Земље, или површини небеског тела. То је угаона мера, обично изражена у степенима и означена грчким словом ламбда (λ). Меридијани (линије које иду од пола до пола) повезују тачке са истом географском дужином. Примарни меридијан, који пролази близу Краљевске опсерваторије, Гринич, Енглеска, је дефинисан као 0° географске дужине по конвенцији. Позитивне географске дужине су источно од почетног меридијана, а негативне западно.
Због Земљине ротације, постоји блиска веза између географске дужине и времена. Локално време варира с географском дужином: разлика од 15° географске дужине одговара једносатној разлици у локалном времену, због различитог положаја у односу на Сунце. Поређење локалног времена са апсолутном мером времена омогућава одређивање географске дужине. Зависно од ере, апсолутно време се може добити из небеског догађаја видљивог са обе локације, као што је помрачење Месеца, или из временског сигнала који се преноси телеграфом или радиом. Принцип је једноставан, али у пракси је проналажење поуздане методе за одређивање географске дужине трајало векаовима и захтевало је труд неких од највећих научних умова.
Положај локације север–југ дуж меридијана дат је њеном ширином, што је приближно угао између нормале од тла на локацији и екваторске равни.
Геодетска дужина се генерално даје кориштењем геодетске нормале или смера гравитације. Астрономска географска дужина може се незнатно разликовати од обичне географске дужине због вертикалног отклона, малих варијација у Земљином гравитационом пољу (види такође: астрономска ширина).

## Историја
Концепт географске дужине први су развили старогрчки астрономи. Хипарх (2. век пре нове ере) користио је координатни систем који је претпоставио сферну Земљу и поделио је на 360° као што се то чини и данас. Његов почетни меридијан пролазио је кроз Александрију.‍:31 Он је такође предложио метод за одређивање географске дужине упоређивањем локалног времена помрачења Месеца на два различита места, показујући на тај начин разумевање односа између географске дужине и времена.:11. Клаудије Птоломеј (2. век) развио је систем мапирања користећи закривљене паралеле које су смањиле изобличење. Такође је прикупљао податке за многе локације, од Британије до Блиског истока. Користио је почетни меридијан кроз Канарска острва, тако да би све географске дужине биле позитивне. Иако је Птолемејев систем био солидан, подаци које је користио често су били лоши, што је довело до прецењене (за око 70%) дужине Медитерана.‍:551–553
Након пада Римског царства, интересовање за географију у Европи је увелико опало.‍:65 Хиндуски и муслимански астрономи наставили су развијају ове идеје, додајући многе нове локације и често побољшавајући Птоломејеве податке. На промер, ал-Батани користио је истовремена опажања два помрачења Месеца да одреди разлику у географској дужини између градова Антиохија и Рака са грешком мањом од 1°. Ово се сматра најбољим што се може постићи методима који су тада били доступни: посматрање помрачења голим оком и одређивање локалног времена помоћу астролаба за мерење висине одговарајуће „сатне звијезде”.
У каснијем средњем веку, интерес за географију је оживео на западу, како су се путовања повећала, а арапско учење почело је да бива познато преко контаката са Шпанијом и северном Африком. У 12. веку, астрономске табеле су припремљене за бројне европске градове, на основу рада ал-Заркалија у Толеду. Помрачење Месеца од 12. септембра 1178. кориштено је за утврђивање географске дужине између Толеда, Марсеља и Херефорда.‍:85
Кристофор Колумбо направио је два покушаја да користи помрачења Месеца да открије своју географску дужину, први на оству Саона, 14. септембра 1494. (друго путовање), а други на Јамајци 29. фебруара 1504. (четврто путовање). Претпоставља се да је користио астрономске таблице као референцу. Његова одређивања географске дужине показала су велике грешке од 13° односно 38° З. Рандлес (1985) документује мерење географске дужине од стране Португалаца и Шпанаца између 1514. и 1627. године у Америци и у Азији. Грешке су се кретале од 2° до 25°.
Телескоп је изумљен почетком 17. века. У почетку као уређај за посматрање, развој у наредних пола века трансформисао га је у прецизан мерни алат. Сат са клатном патентирао је Кристијан Хајгенс 1657. и постигао је повећање тачности од око 30 пута у односу на претходне механичке сатове. Ова два изума су револуционирала опсервацијску астрономију и картографију.
На копну, у периоду од развоја телескопа и сатова са клатном до средине 18. века, дошло је до сталног повећања броја места чија је географска дужина одређена са разумном тачношћу, често са грешкама мањим од једног степена, и скоро увек унутар 2° до 3°. До 1720-их грешака је била константно мања од 1°. На мору, у истом периоду ситуација је била сасвим другачија. Два проблема су се показала нерешивим. Први је била потреба за навигатором за тренутне резултате. Други је био морска околина. Обављање тачних запажања у океанском бујању је много теже него на копну, а сатови са клатном не раде добро у овим условима.

### Хронометар
Као одговор на проблеме пловидбе, бројне европске поморске силе понудиле су награде за методу одређивања географске дужине на мору. Најпознатији од њих је Закон о дужини који је усвојио британски парламент 1714.‍:8 Нудило се два нивоа награда, за решења унутар 1° и 0,5°. Награде су додељене за два решења: лунарне удаљености, које су изводљиве таблицама Тобајаса Мајера представљен у наутичком алманаху Краљевског астронома Невила Маскелинa; и за хронометре које је развио столар и израђивач сатова из Јокшира Џон Харисон. Харисон је направио пет хронометара током више од три деценије. Овај рад је подржан и награђен хиљадама фунти од Одбора за дужину, али се борио да добије новац до највеће награде од 20.000 фунти, да би коначно добио додатну исплату 1773. након интервенције парламента:26. Прошло је неко време пре него што је било који метод постао широко кориштен у навигацији. У раним годинама, хронометри су били веома скупи, а прорачуни потребни за лунарне удаљености и даље су били сложени и дуготрајни. Лунарне удаљености ушле су у општу употребу након 1790. године. Хронометри су имали предности што су посматрања и прорачуни били једноставнији, а како су почетком 19. века појефтинили, почели су да замењују луне, који су ретко коришћени након 1850.
Прве радне телеграфе су у Британији успоставили Витстоун и Кук 1839. године, а у САД Морс у 1844. Брзо се шватило да се телеграф може користити за пренос временског сигнала за одређивање географске дужине. Метод је убрзо био у практичној употреби за одређивање географске дужине, посебно у Северној Америци, и на све већим и дужим удаљеностима како се телеграфска мрежа ширила, укључујући западну Европу са завршетком трансатлантских каблова. Премеравање обале САД је било посебно активно у овом развоју, и то не само у Сједињеним Државама. Истраживање је успоставило ланце мапираних локација кроз Средњу и Јужну Америку, и Западну Индију, па све до Јапана и Кине у годинама 1874-90. То је увелико допринело прецизном мапирању ових подручја.
Док су поморци имали користи од тачних карата, нису могли примати телеграфске сигнале док су у пловидби, те тако нису могли да користе овај метод за навигацију. Ово се променило када је бежична телеграфија (радио) постала доступна почетком 20. века. Бежични временски сигнали за кориштење бродова преношени су из Халифакса у Новој Шкотској, почевши од 1907. и са Ајфеловог торња у Паризу од 1910. Ови сигнали су омогућили навигаторима да често проверавају и подешавају своје хронометре.
Радио навигациони системи су ушли у оп[ту употребу након Другог светског рата. Сви системи су зависили од преноса са фиксних навигационих фарова. Пријемник на броду израчунавао је положај пловила из ових преноса. Они су омогућили прецизну навигацију када је лоша видљивост спречавала астрономска посматрања, и постали су устаљена метода за комерцијални транспорт све док их није заменио GPS почетком 1990-их.